# Pierre Omidyar
Pierre Omidyar (født 21. juni 1967 i Paris) er en iransk-amerikansk forretningsmand og filantrop. Omidyar grundlagde eBay i 1995, og da firmaet gik på børsen i 2008 havde Omidyars aktier en værdi på 4,45 mia USD. Han var bestyrelsesformand frem til 2015.

## Nyhedsmedier
Sammen med sin hustru, Pam Omidyar, dannede han i 2004 organisationen Omidyar Network, som han i 2017 tilførte 100 mio USD, som skal anvendes til undersøgende journalistik, bekæmpe falske informationer og arbejde mod hatespeech jorden over.
I 2010 skabte han Honolulu Civic Beat, en online nyhedsserver for undersøgende journalistik på Hawaii, som i 2013 gik i kompagniskab med Huffington Posts om HuffPost Hawaii. Samme år grundlagde han, sammen med bl.a. Glenn Greenwald, og inspireret af Edward Snowden nyhedsorganisationen First Look Media.
Sin interesse for uafhængig og kritisk journalistik viste Omidyar også som medproducent på filmen Spotlight om The Boston Globes afsløringer af pædofilikulturen i Bostons katolske kirke.